# Le Deuxième Sexe
Capa da edição francesa de "Le Deuxième Sexe"
O Segundo Sexo (Le Deuxième Sexe, em francês) é um livro escrito por Simone de Beauvoir, publicado originalmente em 1949 e uma das obras mais celebradas e importantes para o movimento feminista. O pensamento de Beauvoir analisa a situação da mulher na sociedade.
No Brasil foi publicado em dois volumes: "Fatos e mitos" é o volume 1, e faz uma reflexão sobre mitos e fatos que condicionam a situação da mulher na sociedade. "A experiência vivida" é o volume 2, e analisa a condição feminina nas esferas sexual, psicológica, social e política. 